# Pourriture racinaire

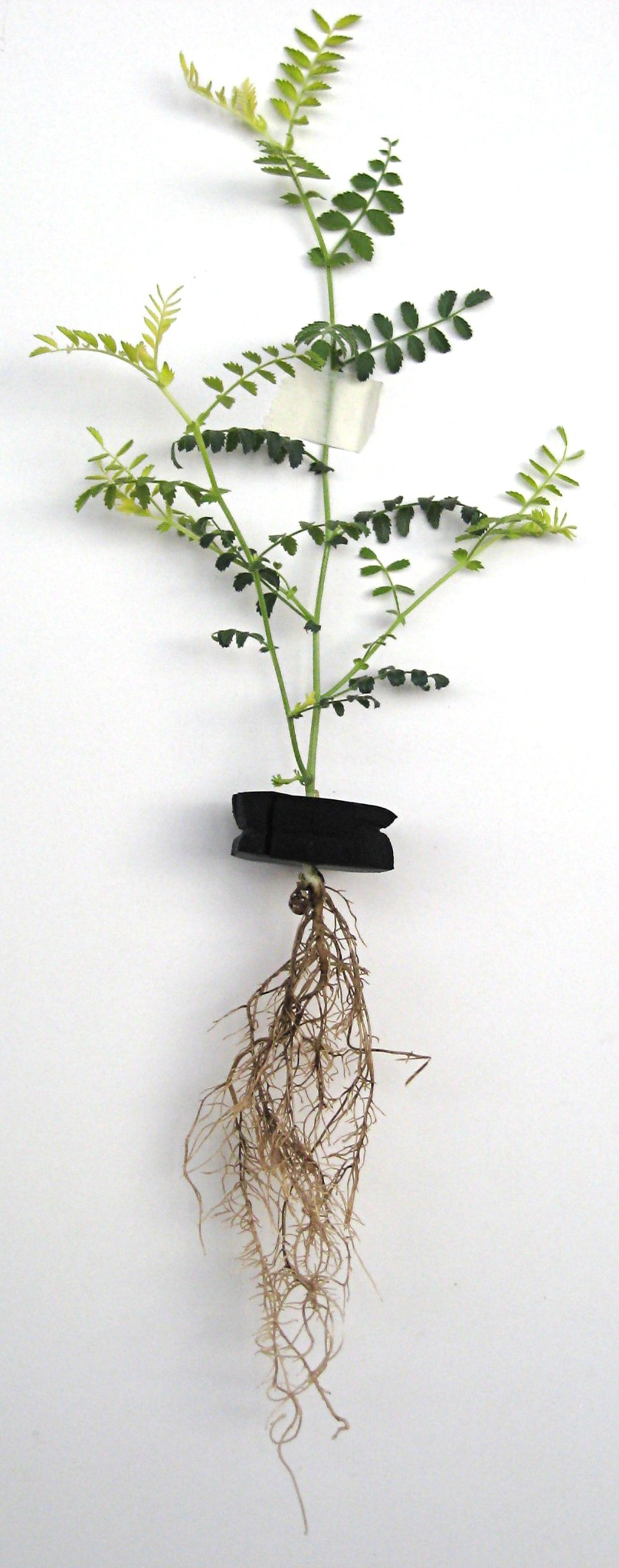
Plant de pois chiche (Cicer arietinum) avec symptômes de pourriture racinaire. Noter la décoloration symptomatique de certaines feuilles.

Les pourritures racinaires sont des maladies des plantes affectant le système racinaire causées par des agents pathogènes du sol, qui peuvent être des champignons, des bactéries, des nématodes.
L'attaque des agents pathogènes provoque la désagrégation des organes de la plante dédiés à l'absorption et à la conduction des substances nutritives. La plante subit un dépérissement plus ou moins généralisé. Les agents pathogènes responsables de pourriture des racines sont généralement polyphages, et attaquent plusieurs genres de plantes.
La pourriture racinaire est favorisée par les conditions anoxiques dans le milieu de culture. Certains facteurs environnementaux tels l'excès d'eau, une texture du sol trop compacte, un pot trop grand, le gel, peuvent déclencher la pourriture des racines ou aggraver les attaques des agents pathogènes. 
Les pathogènes peuvent également profiter de blessures du système racinaire telles que celles causées par les ravageurs comme les larves de sciarides.
En français, on appelle pourridié (ou « carie des racines » au Québec), les pourritures racinaires causées par des champignons et qui affectent les végétaux ligneux (arbres, arbustes, vigne, etc.).
Lorsqu'elles affectent des plantes cultivées, ces maladies peuvent avoir une grande importance économique. C'est par exemple le cas de la pourriture des racines du pois due à Aphanomyces euteiches.

## Prévention
Pour éviter la pourriture racinaire, il est préférable d'arroser les plantes uniquement lorsque le sol devient sec et de placer la plante dans un pot bien drainé. 
Les plantes provenant de différents environnements ont des tolérances différentes à l'humidité du sol : les plantes qui ont évolué dans des conditions désertiques seront sujettes à la pourriture des racines à des niveaux d'humidité plus bas que les plantes qui ont évolué dans des conditions tropicales. 
La pourriture racinaire est une maladie grave qui évolue généralement vers la mort de la plante, même avec un traitement adapté. 